# Shigemaru Takenokoshi
Shigemaru Takenokoshi (竹腰 重丸, Takenokoshi Shigemaru, Oita, 15 februari 1906 – Tokio, 6 oktober 1980) was een Japans voetballer die als middenvelder speelde.

## Clubcarrière
In 1925 ging Takenokoshi naar de Keizerlijke universiteit van Tokio, waar hij in het schoolteam voetbalde. Nadat hij in 1930 afstudeerde, Takenokoshi speelde voor Tokyo Imperial University LB en Tokyo OB Club. Takenokoshi veroverde er in 1933 de Beker van de keizer.

## Japans voetbalelftal
Shigemaru Takenokoshi maakte op 20 mei 1925 zijn debuut in het Japans voetbalelftal tijdens een Spelen van het Verre Oosten tegen China. Shigemaru Takenokoshi debuteerde in 1925 in het Japans nationaal elftal en speelde 5 interlands, waarin hij 1 keer scoorde.

## Statistieken
| Japans voetbalelftal | Japans voetbalelftal | Japans voetbalelftal |
| Jaar                 | Wed.                 | Dlp.                 |
| -------------------- | -------------------- | -------------------- |
| 1925                 | 1                    | 0                    |
| 1926                 | 0                    | 0                    |
| 1927                 | 2                    | 1                    |
| 1928                 | 0                    | 0                    |
| 1929                 | 0                    | 0                    |
| 1930                 | 2                    | 0                    |
| Totaal               | 5                    | 1                    |